# Dmitrij Šarafutdinov
Dmitrij Rafailevič Šarafutdinov, traslitterato anche come Dmitry o Dmitri Sharafutdinov o Charafoutdinov (in russo Дмитрий Рафаилевич Шарафутдинов?; Korkino, 16 settembre 1986), è un arrampicatore russo.
Pratica le competizioni di difficoltà, boulder e velocità, l'arrampicata in falesia e il bouldering.

## Biografia
Ha cominciato ad arrampicare in una piccola palestra di arrampicata di Korkino insieme al fratello maggiore. Atleta poliedrico, dal 2003 ha iniziato a partecipare alle gare di arrampicata internazionali in tutte le specialità. Si è quindi specializzato nel bouldering, disciplina nella quale ha vinto il Campionato del mondo di arrampicata per ben tre volte: nel 2007, 2011 e 2012.
In Coppa del mondo, dopo aver ottenuto numerosi podi dal 2007 e aver raggiunto la seconda posizione finale nel 2007 e 2011, nella stagione 2013 vince la sua prima Coppa.

## Palmarès

### Coppa del mondo
|         | 2003 | 2004 | 2005 | 2006 | 2007 | 2008 | 2009 | 2010 | 2011 | 2012 | 2013 | 2014 |
| ------- | ---- | ---- | ---- | ---- | ---- | ---- | ---- | ---- | ---- | ---- | ---- | ---- |
| Lead    | 63   |      | 44   |      | 44   |      |      |      |      |      |      |      |
| Boulder | 56   |      | 27   | 23   | 2    | 3    | 24   | 4    | 2    | 4    | 1    | 2    |
| Speed   |      |      | 11   | 19   | 16   | 27   |      |      |      |      |      |      |

### Campionato del mondo
|         | 2005 | 2007 | 2009 | 2011 | 2012 | 2014 |
| ------- | ---- | ---- | ---- | ---- | ---- | ---- |
| Lead    | 30   | 47   |      |      |      |      |
| Boulder | 7    | 1    |      | 1    | 1    | 5    |
| Speed   |      | 11   |      |      |      |      |

## Statistiche

### Podi in Coppa del mondo boulder
| Stagione | 1º | 2º | 3º | Podi totali |
| -------- | -- | -- | -- | ----------- |
| 2007     | 2  | 1  |    | 3           |
| 2008     | 2  | 1  |    | 3           |
| 2010     | 1  | 1  |    | 2           |
| 2011     | 2  | 2  | 1  | 5           |
| 2012     | 1  | 1  |    | 2           |
| 2013     | 2  | 1  | 2  | 5           |
| 2014     | 2  | 2  |    | 4           |
| Totale   | 12 | 9  | 3  | 24          |

## Falesia

### Lavorato
- 9a+/5.15a:
  - Ali-Hulk extension - Rodellar (ESP) - luglio 2012 - Quarta salita della via di Daniel Andrada del 2007[6]